# Витковская, Антонина Петровна
Антонина Петровна Витковская (1924 — ?) — советская шахматистка.
Участница трех чемпионатов СССР (1957, 1959 и 1960 гг.). В чемпионате 1957 г. набрала 8 очков из 17 и разделила 8—13 места. В чемпионате 1959 г. набрала 6½ из 18 и разделила 16—18 места. В чемпионате 1960 г. заняла последнее место с результатом 2½ из 18.
Неоднократная чемпионка Винницы. Участница чемпионатов Украинской ССР. Победительница полуфинала чемпионата Украинской ССР 1950 г. (8 из 10).
В конце 1950 г. выполнила норму 1 разряда в мужском первенстве винницкого горсовета ДСО «Искра».
Главное спортивное достижение — бронзовая медаль командного чемпионата СССР 1955 г. в составе сборной Украинской ССР. В этом соревновании Витковская набрала 6 очков в 9 партиях и разделила с представительницей Латвийской ССР М. Р. Лауберте 1—2 места на 1-й женской доске. В матче со сборной Ленинграда нанесла поражение экс-чемпионке мира Л. В. Руденко.
В 1957 г. в составе республиканской сборной участвовала в матче со сборной РСФСР.
Есть фотографии Витковской в составе сборной Украинской ССР, сделанные в Ворошиловграде в 1955 г.